# شهرستان هاردمن (تنسی)
شهرستان هاردمن (به انگلیسی: Hardeman County) یک منطقهٔ مسکونی در ایالات متحده آمریکا است که در تنسی واقع شده‌است. شهرستان هاردمن ۱٬۷۳۵٫۳ کیلومتر مربع مساحت دارد.